# Palazzo Conestabile della Staffa
Il Palazzo Conestabile della Staffa sorge sul colle di Porta Sole, in via delle Prome a Perugia ed è sede della Biblioteca Augusta.

## Storia
Fu fatto edificare da Ottavio Ferretti nel 1629 su progetto dell'architetto gesuita Rutilio Clementi attivo a Perugia anche nella Chiesa del Gesù. 
Ferretti aveva rilevato «una casa incominciata ed ancora scoperta, dagli eredi di Gio. Ant. Parli». 
Nel 1849 il palazzo divenne dimora della principessa Maria Bonaparte Valentini figlia di Luciano, fratello di Napoleone, e moglie del conte Valentini, già ministro delle finanze della Repubblica Romana del 1848. 
Maria Bonaparte qui diede vita ad un celebre salotto  che fu luogo di ritrovo di esponenti del movimento liberale e patriottico cittadino e richiamò un gran numero di letterati e studiosi. 
Sul finire del secolo il palazzo passò nelle mani della famiglia Conestabile della Staffa, che occuparono un posto di rilievo nel mondo cattolico locale del novecento, con le figure dei conti Giancarlo ed Alessio. 
Il palazzo nel secondo dopoguerra divenne così anche sede del circolo locale della FUCI Giuseppe Toniolo (poi Istituto Giancarlo Conestabile e Luigi Piastrelli).
Nel 1959 l'Ufficio tecnico comunale deliberò di spostare la sede della Biblioteca Augusta nel palazzo, l'acquisto del quale fu perfezionato nel 1963. 
I lavori di restauro e adeguamento funzionale furono affidati all'architetto veneziano Daniele Calabi, personalità di spicco nell'architettura italiana del secondo dopoguerra, per progetti di nuove costruzioni ma anche interventi, che appunto come quello perugino e quello al veneziano convento dei Tolentini, contribuirono alla valorizzazione del patrimonio architettonico antico.
Alla sua morte, sopraggiunta nel 1964, continuerà a seguire il progetto il collaboratore Mario Dalla Costa. 
In questa fase verrà messo in opera il magazzino della torre libraria che si configura come struttura autonoma rispetto all'edificio storico. 
Al termine dei lavori, il 19 gennaio 1969, si procedette all'inaugurazione della nuova Biblioteca.
Parte integrante del palazzo è la Chiesa di Sant'Angelo della Pace, detta anche Oratorio dell'Angelo della Pace, che dal 2009 è la "Sala Binni" della Biblioteca Augusta.

## Struttura

### Interno

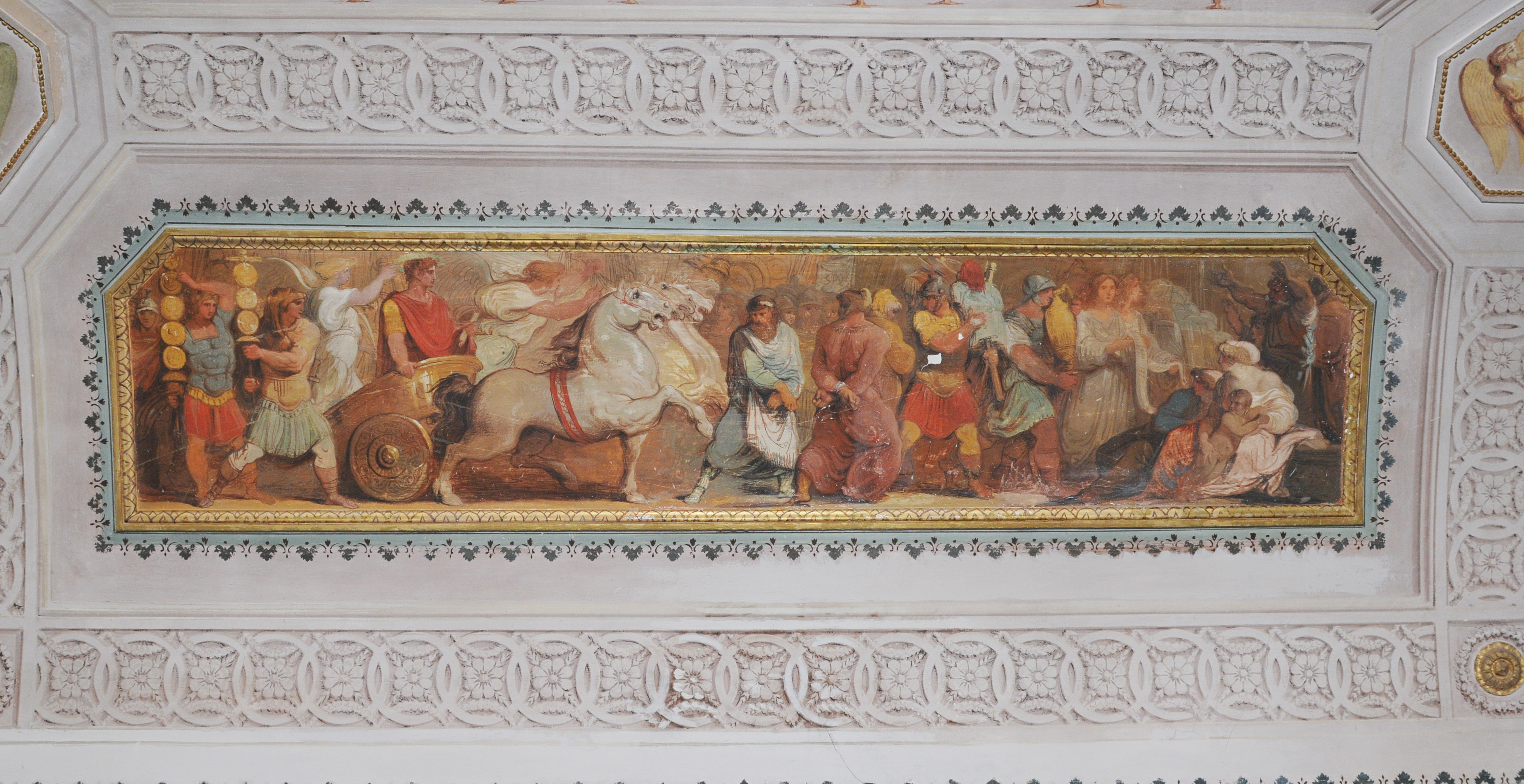
Pittura a tempera della Sala dei Quattro Elementi di Palazzo Conestabile della Staffa: particolare con scena di trionfo

Alla fase seicentesca dell'edificio pertengono gli affreschi in alcune sale del piano nobile: quelli più antichi, con l'allegoria della temperanza e quella della fama, potrebbero spettare allo stesso Clementi.  

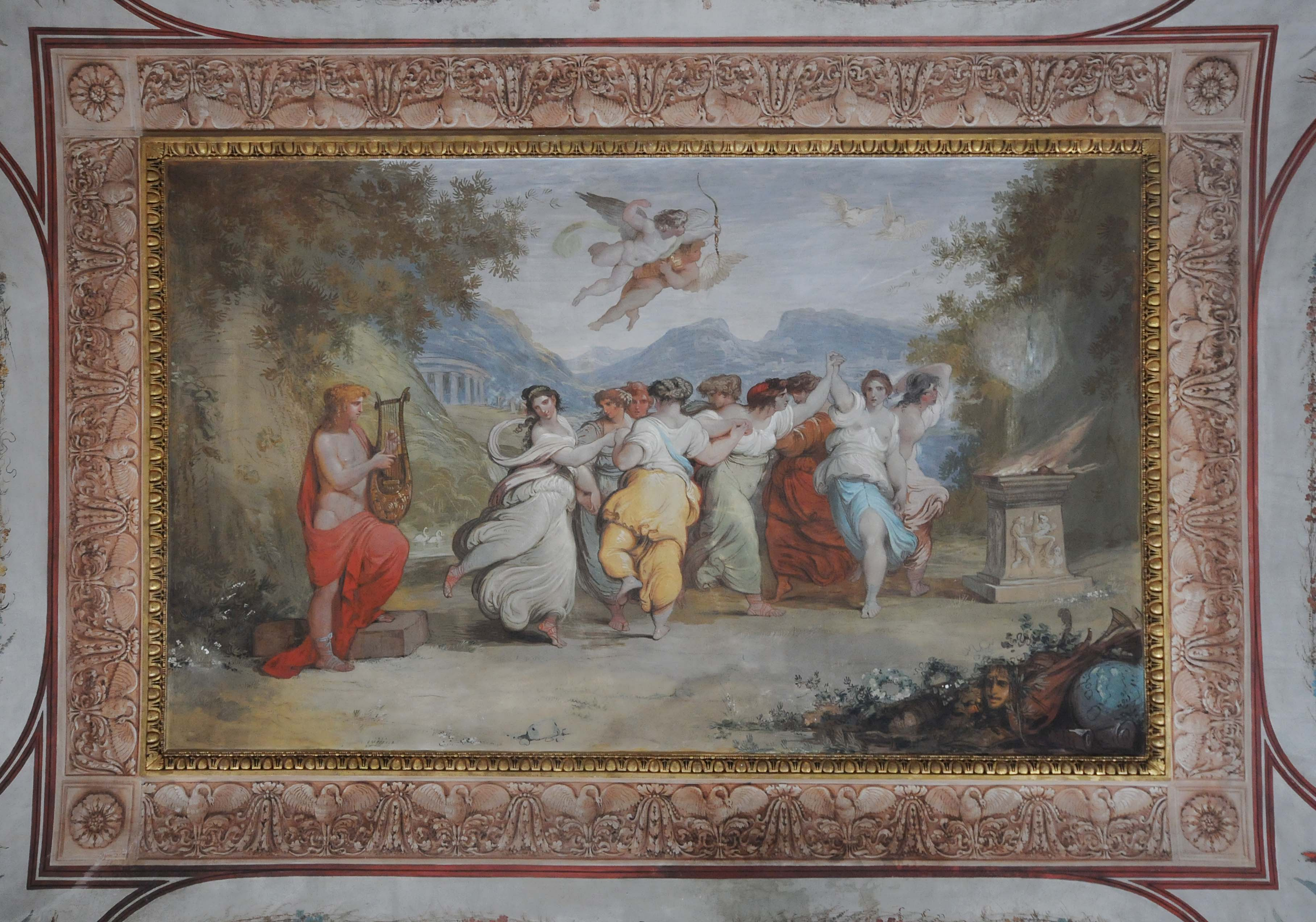
Pittura a tempera della Sala di Apollo di Palazzo Conestabile della Staffa: scena centrale

Si devono sicuramente a Felice Giani e alla sua febbrile creatività di pittore che elabora un fortunato e personale linguaggio decorativo e narrativo, le successive tempere che decorano i soffitti nelle salette del secondo piano: sala del Ratto di Europa, Sala dei Quattro Elementi, Sala di Apollo. 
Solo nel 1973 furono segnalate da Toscano, che le cita nell'introduzione alla ristampa della Guida al forestiere per l'augusta città di Perugia di Baldassarre Orsini. 
In origine gli ambienti decorati erano sei: con riferimento a quelli superstiti si notano strette relazioni con le decorazioni precedenti dello stesso Giani in Palazzo Altieri a Roma (Sala dei Trionfi). 
Le opere si devono alla committenza della famiglia Piazza, che quindi, almeno da fine settecento - nella Sala di Apollo appare la data 1797 -, abitava l'edificio. 
I Piazza furono aggregati alla nobiltà in virtù della cospicua rendita derivante dall'attività mercantile, e uno di loro, il marchese Giacomo, fece parte dell'amministrazione municipale perugina ai tempi della Repubblica Romana (1798).